# Distortland
Distortland è il nono album in studio del gruppo alternative rock statunitense The Dandy Warhols, pubblicato nel 2016.

## Tracce
1. Search Party – 3:42
2. Semper Fidelis – 3:25
3. Pope Reverend Jim – 3:46
4. Catcher in the Rye – 3:02
5. STYGGO – 4:18
6. Give – 2:57
7. You Are Killing Me – 3:41
8. All the Girls in London – 2:45
9. Doves – 4:14
10. The Grow Up Song – 1:38